# Бремер, Герман
Ге́рман Бре́мер (нем. Hermann Brehmer; 1826—1889) — немецкий врач, организатор первого в Германии туберкулёзного санатория.

## Биография
Герман Бремер родился 14 августа 1826 года в городке Курч вблизи Штрелена в прусской провинции Силезия (в настоящее время в Нижнесилезском воеводстве Польши). 
В 1847—1850 годах изучал математику, астрономию, естественные науки в университете города Бреслау. В 1850 году, оставив изучение естественных наук, отправился в Берлинский университет изучать медицину. В 1853 году получил докторскую степень. Ещё в те годы, когда Бремер учился в Силезии, у него был обнаружен туберкулёз, из-за чего ему было рекомендовано сменить климат. Продолжая учёбу, Бремер отправился в Гималаи, где ему удалось поправиться. В 1854 году он вернулся в Германию и вскоре написал диссертацию, озаглавленную «Туберкулёз — излечимое заболевание».
В 1854 году Бремер поселился в Гёрберсдорфе, Силезия. В 1863 году Бремер открыл в этой деревне, которая находилась в хвойно-лесистой местности на высоте 518 м, больницу для пациентов с лёгочными заболеваниями, в которой больные лечились находившимся здесь в изобилии высокогорным свежим воздухом, усиленным питанием, а также гимнастикой под строгим наблюдением медицинского персонала. Поначалу этот первый в Европе санаторий располагался в нескольких коттеджах, но в дальнейшем он увеличился до 300 коек. Результаты такого лечения оказались эффективнее всего, что использовалось ранее. Все последующие санатории создавались по его образу и подобию, в том числе и санаторий, описанный Томасом Манном в романе «Волшебная гора».
Бремер умер в Гёрберсдорфе. Его работу продолжил один из его бывших пациентов Петер Деттвайлер (1837—1904), открывший свой собственный санаторий Фалькенштайн в Гессене в 1876 году. При этом Деттвайлер большее значение придавал покою больных, чем физической активности. В 1896—1899 годах санаторными учреждениями руководил известный немецкий фармаколог и токсиколог Рудольф Коберт.
Работы Бремера и Деттвайлера оказали влияние на американского врача Эдварда Трюдо, который открыл в 1885 году туберкулёзный санаторий Адирондак в деревне Саранак-Лейк (штат Нью-Йорк).